# Doppelherz
Doppelherz (також відомий як Doppleherz) — сюрреалістичний фільм Меріліна Менсона, що триває 25 хвилин і увійшов до бонусного DVD першого накладу п'ятого студійного альбом гурту Marilyn Manson The Golden Age of Grotesque, який було видано в 2003 році.

## У ролях
- Мерілін Менсон — у ролі самого себе
- Мадонна Вейн Ґейсі — у ролі самого себе
- Джон 5 — у ролі самого себе
- Тім Шьольд — у ролі самого себе
- Діта фон Тіз — у ролі самої себе
- Арія Джованні — у ролі самої себе
- Ніколь Макдональд — сіамський близнюк № 1
- Емі Коултер — сіамський близнюк № 2
- Г'ю Ворнер — Менсон-старший

## Знімальна група
- Мерілін Менсон — режисер, продюсер, композитор
- Ніколь Макдональд — режисер, художник-постановник
- Дж. Т. Гардінґ — асистент режисера
- Мадонна Вейн Ґейсі — композитор
- Тім Шьольд — режисер, композитор
- Бенджамін Палмер — кінозйомка, монтаж
- Ґотфрід Гельнвайн — художник-постановник
- Пол Чан — оператор-постановник
- Чарльз Коутріс — головний оператор, додаткова зйомка
- Джон Лендс — асистент оператора